# Coalburn
Coalburn är en ort i Storbritannien.   Den ligger i kommunen South Lanarkshire och riksdelen Skottland, i den centrala delen av landet, 500 km nordväst om huvudstaden London. Coalburn ligger 254 meter över havet och antalet invånare är 1 267.
Terrängen runt Coalburn är platt norrut, men söderut är den kuperad. Runt Coalburn är det ganska glesbefolkat, med 24 invånare per kvadratkilometer. Närmaste större samhälle är Dalserf, 16,7 km norr om Coalburn. Trakten runt Coalburn består i huvudsak av gräsmarker.